# Lasmigona holstonia
Lasmigona holstonia är en musselart som först beskrevs av I. Lea 1838.  Lasmigona holstonia ingår i släktet Lasmigona och familjen målarmusslor. IUCN kategoriserar arten globalt som livskraftig. Inga underarter finns listade i Catalogue of Life.